# 羡门高
羡门高，又作羡门子高，燕国人，战国时期的方士。
驺衍以阴阳主运名显诸侯，羡门高和宋毋忌、正伯侨、元尚等人声称世上有一种成仙之道、人老死后尸解骨化升天的法术，燕国、齐国的海上的方士传其术不能通，迂腐怪异、阿谀苟合之士都争相传授和学习，齐威王、齐宣王、燕昭王相信他们，派人到海上寻求蓬莱、方丈、瀛洲三座神山。汉武帝见栾大，栾大说：“臣常往来海中，见到安期生、羡门高，他们以臣为微贱，不信臣。”